# لوله جوش

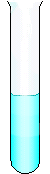
لوله جوش شباهت ظاهری زیادی با لوله آزمایش دارد.

لوله جوش(به انگلیسی: Boiling tube) ابزاری آزمایشگاهی است که به صورت لوله‌ای شیشه‌ای می‌باشد و برای حرارت دادن مواد در درجه حرارت‌های با و بر روی چراغ بونزن به کار می‌رود.این وسیله شباهت زیادی به لوله آزمایش دارد ولی حدود پنجاه درصد تمام ابعاد آن از لوله آزمایش بزرگ‌تر است. لوله جوش را معمولاً از بوروسیلیکات تولید می‌کنند تا در برابر درجه حرارت بالا مقاومت کند.